# Macky
Adam El Amri, känd under sitt artistnamn Macky, född 10 oktober 1997 är en svensk-tunisisk rappare från Skarpnäck i Stockholm. Han slog igenom 2019 med låten Vinterdepress, som idag har över 10 000 000 spelningar på Spotify. Mackys debut-EP Genom alla väder nådde 25:e plats på Sverigetopplistans albumlista. Hans artistnamn kommer från hans mellannamn, Macki.

## Diskografi

### Album och EP
- 2019 – Genom alla väder, Sony Music Entertainment Sweden

### Singlar
- 2020 – Fastnade, Sony Music Entertainment Sweden
- 2020 – Tesla (med Einár), Sony Music Entertainment Sweden
- 2020 – Vinterdepress 2 (med Haval, Dree Low och Thrife), Sony Music Entertainment Sweden
- 2020 – PA PA, Sony Music Entertainment Sweden
- 2020 – Family, Sony Music Entertainment Sweden
- 2020 – C'est la vie (med Haval), Sony Music Entertainment Sweden

### Inhopp
- 2018 – Raya (med Nathan K), Sony Music Entertainment Sweden
- 2019 – Allt är chill (med SINAN), Stadsbild Musik
- 2019 – Lägg ner ditt vapen Remix (med Ison & Fille m.fl.), Sony Music Entertainment Sweden
- 2020 – Djomb (Remix) (med Bosh), Sony Music Entertainment France